# Mesochorus gladiator
Mesochorus gladiator är en stekelart som beskrevs av Schwenke 1999. Mesochorus gladiator ingår i släktet Mesochorus och familjen brokparasitsteklar. Inga underarter finns listade i Catalogue of Life.